# Sarracenia rosea
Sarracenia rosea este o specie de plante carnivore din genul Sarracenia, familia Sarraceniaceae, ordinul Ericales, descrisă de R.F.C. Naczi, F. W. Case și Amp; R.B. Case. Conform Catalogue of Life specia Sarracenia rosea nu are subspecii cunoscute.